# Parapleminia
Parapleminia is een geslacht van rechtvleugeligen uit de familie sabelsprinkhanen (Tettigoniidae). De wetenschappelijke naam van dit geslacht is voor het eerst geldig gepubliceerd in 1954 door Max Beier.

## Soorten
Het geslacht Parapleminia omvat de volgende soorten:
- Parapleminia accola Beier, 1954
- Parapleminia ebneri Beier, 1954
- Parapleminia infumata Brunner von Wattenwyl, 1895
- Parapleminia longixipha Brunner von Wattenwyl, 1895
- Parapleminia marginifer Walker, 1870
- Parapleminia viridinervis Kirby, 1890